# Kaelble

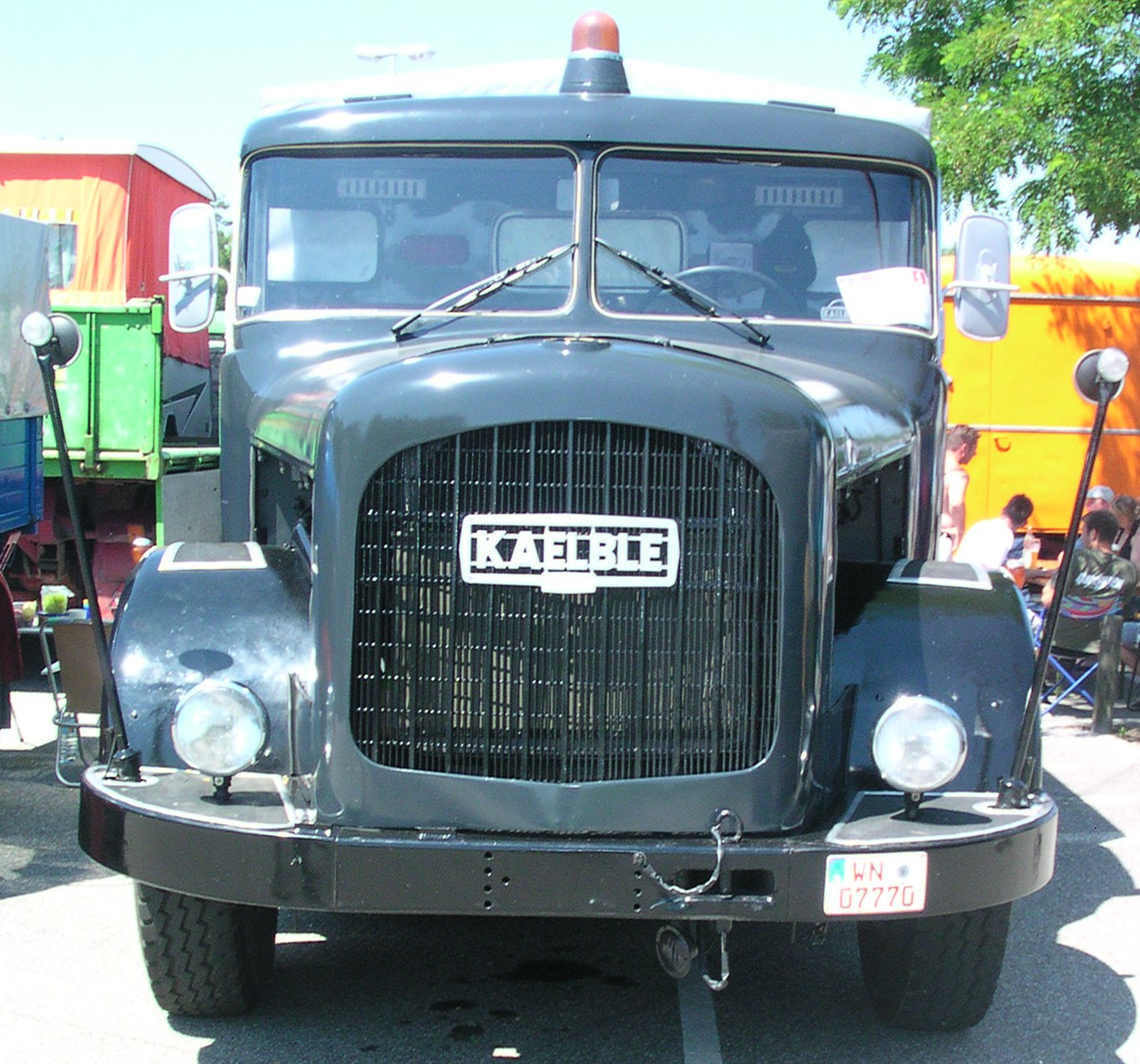
Kaelble

Kaelble is een voormalige fabrikant van bouwvoertuigen uit het Duitse Backnang. Het bedrijf is overgenomen door TEREX Kaelble GmbH wat een onderdeel van Terex GmbH is.